# 6608 Davidecrespi
6608 Davidecrespi (tên chỉ định: 1991 VC4) là một tiểu hành tinh vành đai chính. Nó được phát hiện bởi Eleanor F. Helin ở Đài thiên văn Palomar ở Quận San Diego, California, ngày 2 tháng 11 năm 1991. Nó được đặt theo tên Davide Crespi, một nhà thiên văn nghiệp dư người Ý từ Novara.